# Bosquerola de praderia
La bosquerola de praderia (Setophaga discolor) és un ocell de la família dels parúlids (Parulidae).

## Hàbitat i distribució
Habita matolls i manglars als Estats Units, des de l'est de Nebraska, est de Kansas, centre de Missouri, nord d'Illinois, centre de Wisconsin, nord de Michigan, sud d'Ontario i sud de Pennsylvania, sud-est de Nova York i sud de Nova Anglaterra cap al sud fins l'est de Texas, costa del Golf i sud de Florida.